# Sfida nell'Alta Sierra
Sfida nell'Alta Sierra (Ride the High Country) è un film western del 1962 diretto da Sam Peckinpah, con protagonisti Randolph Scott e Joel McCrea.
Nel 1992 è stato scelto per la conservazione nel National Film Registry della Biblioteca del Congresso degli Stati Uniti.

## Trama

Gil Westrum (Randolph Scott) e Steve Judd (Joel McCrea) in una scena del film

Steve Judd incontra il suo vecchio amico Gil Westrum: un tempo grandi amici, ora sono anziani e con pochi soldi. Steve propone a Gil un'ultima impresa, ossia recarsi insieme per conto della banca in un villaggio di minatori in mezzo alle montagne e portare l'oro dei cercatori alla banca. Gil accetta e decide di farsi accompagnare dal giovane Heck Longtree, ma il piano dei due è in realtà quello di rubare l'oro una volta recuperato. Durante il viaggio di andata si fermano nella fattoria di Elsa Knudsen, una giovane donna che non sopporta suo padre Joshua, agricoltore molto religioso che non le lascia libertà.
Elsa decide di fuggire da suo padre e di seguire il gruppo di Steve, dato che anch'essa deve raggiungere il villaggio dei cercatori per sposarsi proprio con uno di loro. Una volta arrivati, Steve e Gil recuperano l'oro senza problemi, mentre Elsa scopre che il suo futuro marito è in realtà un bruto e i suoi fratelli sono ancora peggio. Nonostante tutto lo sposa, ma, la sera stessa in cui viene celebrato lo sposalizio, Elsa per poco non viene violentata dai fratelli del suo neo-marito. Steve e Gil vedendo questo decidono di salvarla, portandola con loro. Il gruppo dei fratelli non ci sta a lasciarli andare e i cinque scattano al loro inseguimento.
Gil ed Heck cercano di fuggire con l'oro, ma Steve se ne accorge e li disarma. Tuttavia ha bisogno del loro aiuto perché i fratelli li raggiungono. Col patto di riconsegnare le armi riescono in uno scontro a fuoco a uccidere due dei fratelli e i tre sopravvissuti decidono di desistere.
Judd vuole riportare Elsa alla fattoria ma ad attenderli ci sono i tre fratelli, che hanno ucciso Joshua.
Steve e Gil sfidano a duello i tre fratelli e riescono a ucciderli, anche se Judd rimane ferito a morte.
Prima che Judd muoia, Gil gli promette che porterà a termine il compito al suo posto.